# A-1502
La A-1502 es una carretera autonómica de segundo orden situada en la comunidad autónoma de Aragón, en la provincia de Zaragoza. Empieza en el kilómetro 220 de la N-IIa y termina a la altura de Torrelapaja en la N-234. Tiene una longitud de aproximadamente de 66 km.
Recorre el valle del río Manubles, uniendo los municipios de Ateca, Moros, Villalengua, Torrijo de la Cañada, Bijuesca Berdejo, y Torrelapaja.
- Datos: Q53616557